# Sphenoraia duvivieri
Sphenoraia duvivieri (лат.) — вид жуков-листоедов рода Sphenoraia из подсемейства Козявки (Hylaspini, Galerucinae).

## Распространение
Встречается в Китае, Вьетнаме, Индии, Лаосе, Таиланде.

## Описание
Мелкие жуки-листоеды. Самец: длина 6,8—7,8 мм, ширина 4,8—5,6 мм. Самка: длина 6,8—7,8 мм, ширина 4,8—5,6 мм. Голова, антенны, переднеспинка, щитик, ноги и вентральная поверхность груди тёмно-синие, надкрылья и брюшко коричневые.
Самец. Вертекс мелко и редко покрыт точками; лобные бугорки отчётливо приподняты, отделены друг от друга глубокой бороздкой; усики короткие, вытянуты до середины надкрылий; антенномеры 1—3 тонкие, блестящие; антенномеры 4—11 широкие и плоские, с короткими волосками, антенномер 4 приблизительно 2,2 × в длину и ширину; антенномер 5 приблизительно 1,8 × в длину и ширину; антенномеры 6 и 7 приблизительно 1. 5 × длина и ширина; усики 8-10, каждый приблизительно 1,2 × длина и ширина; усик 11 приблизительно 1,5 × длина и ширина; усик 2 самый короткий, усик 3 длиннее 2 немного, 1,2 × длина второго; усик 4 самый длинный, 1,2 × длина усиков 2 и 3 вместе взятых; члены усика 5—10 отличаются по длине, короче 4; антенномер 11 немного длиннее 10, заострённый.
Самка. Антенномеры 1-5 тонкие, антенномеры 6-11 широкие и плоские, каждый приблизительно 1,4 × в длину, чем в ширину; антенномер 2 самый короткий, антенномер 3 длиннее 2 немного, 1,5 × в длину как второй; антенномер 4 самый длинный, немного длиннее антенномеров 2 и 3 вместе взятых; вершинный стернит уплощённый.
Таксон был впервые выделен в 1925 году.